# Euxoa ambrosiana
Euxoa ambrosiana là một loài bướm đêm trong họ Noctuidae.